# 隐匿景天
隐匿景天（学名：Sedum celatum）为景天科景天属的植物，是中国的特有植物。分布于中国大陆的甘肃、青海等地，生长于海拔2,900米至4,000米的地区，一般生长在山坡及山坡上，目前尚未由人工引种栽培。

## 异名
- Sedum celatum Froed. f. calcaratum K. T. Fu